# Donje Kolibe
Donje Kolibe (szerbül: Доње Колибе), falu Bosznia-Hercegovinában, Brod községben, a Szerb Köztársaság északi régiójában. 

## Fekvése
A település Bosznia-Hercegovina északi részén, Dobojtól légvonalban 42, közúton 59 km-re északra, községközpontjától légvonalban 5, közúton 6 km-re délre, a Száva és jobb oldali mellékvize, az Ukrina jobb partja között húzódó síkságon, 87-89 méteres magasságban fekszik.

## Népessége
| Nemzetiségi csoport | Népesség 1991 | Népesség 2013 |
| ------------------- | ------------- | ------------- |
| Szerb               | 12            | 8             |
| Bosnyák             | 1             | 7             |
| Horvát              | 788           | 252           |
| Jugoszláv           | 27            | 0             |
| Egyéb               | 9             | 1             |
| Összesen            | 837           | 268           |

## Története
A település 1878-ig tartozott az Oszmán Birodalomhoz. Ekkor a berlini kongresszus határozata alapján az Osztrák-Magyar Monarchia része lett. 1879-ben az első osztrák-magyar népszámlálás során a Brodi járáshoz tartozó településnek 27 háztartása és 212 római katolikus lakosa volt. 1910-ben a Brodi járáshoz tartozó településen 68 háztartást és 305 római katolikus lakost találtak. A monarchia szétesésével 1918-ban előbb a Szerb-Horvát-Szlovén Királyság, majd 1929-től a Jugoszláv Királyság része lett. 1921-ben a Brodi járáshoz tartozó településnek 456 lakosa volt, közülük 434 római katolikus, 16 ortodox és 9 görög katolikus volt. Az 1929-es törvény értelmében, amikor Bosznia-Hercegovinát négy banovinára, Drinskára, Vrbaskára, Zetskára és Primorskára osztották, a település a Vrbaska banovina (Orbászi Bánság) része lett, amelynek székhelye Banja Luka volt. 1939-ben a közigazgatás átszervezésével a Hrvatska banovina (Horvát Bánság) része lett.
A második világháborúban Jugoszlávia megszállása után a Független Horvát Állam (NDH) része lett. A második világháború után 1992-ig a település a szocialista Jugoszlávia keretében a Bosznia-Hercegovinai Népköztársaság része volt. A boszniai háború idején 1992-ben a nem szerb lakosságot elűzték, templomukat pedig lerombolták. A boszniai háborút lezáró daytoni békeszerződés rendelkezése alapján az ország területét felosztották a Bosznia-hercegovinai Föderáció és a boszniai Szerb Köztársaság között. A békeszerződés utáni területmegosztási megállapodás értelmében a település a Boszniai Szerb Köztársasághoz került.

## Nevezetességei
Szent Mihály arkangyal tiszteletére szentelt római katolikus plébániatemploma. A plébániát 1967-ben alapították a Bosanski Brod-i plébániáról való leválásával, majd 1970-ben megkezdődött a plébániatemplom építése Donje Koliba központtal. A Szent Mihály arkangyal plébániatemplom 1974-ben épült. A plébániai lakást 1965 és 1967 között építették. 1968 és 1972 között a Kis Jézus Szolgálólányainak Társasága apácái dolgoztak a plébánián. A boszniai háború idején 1992 második felében a szerb szélsőségesek ágyúzták a plébániatemplomot és a plébániaházat, majd az megszállás után teljesen lerombolták. Az összes katolikus horvátot kiűzték. A kolibai Szent Mihály arkangyal plébániához Donje és Gornje Kolibe, Kričanovo (részben) és Unka települések katolikus hívei tartoznak.